# جعفرآباد (شمیران)
دهستان یا روستای جعفر آباد که بین دو قریه دربند و سعدآباد واقع می‌باشد در گذشته (دوران قاجار) از اهمیت بالایی برخوردار بوده و یکی از اصلی‌ترین روستاهای شمیران نیز بوده است.
در دوره قاجار قریه‌های پس قلعه (در دامنه کوه)-سربند- دربند و جعفر آباد متعلق به خاندان قاجاری که مالک اکثر املاک این محدوده واین ناحیه بوده است. در اوایل دورهٔ پهلوی برای ساخت کاخ سعدآباد تمام اراضی جعفرآباد، سعدآباد و بخشی از دربند از مالکین غصب شد. کل روستای جعفر آباد در طرح کاخ از بین رفت و جز کاخ سعدآباد قرارگرفت.

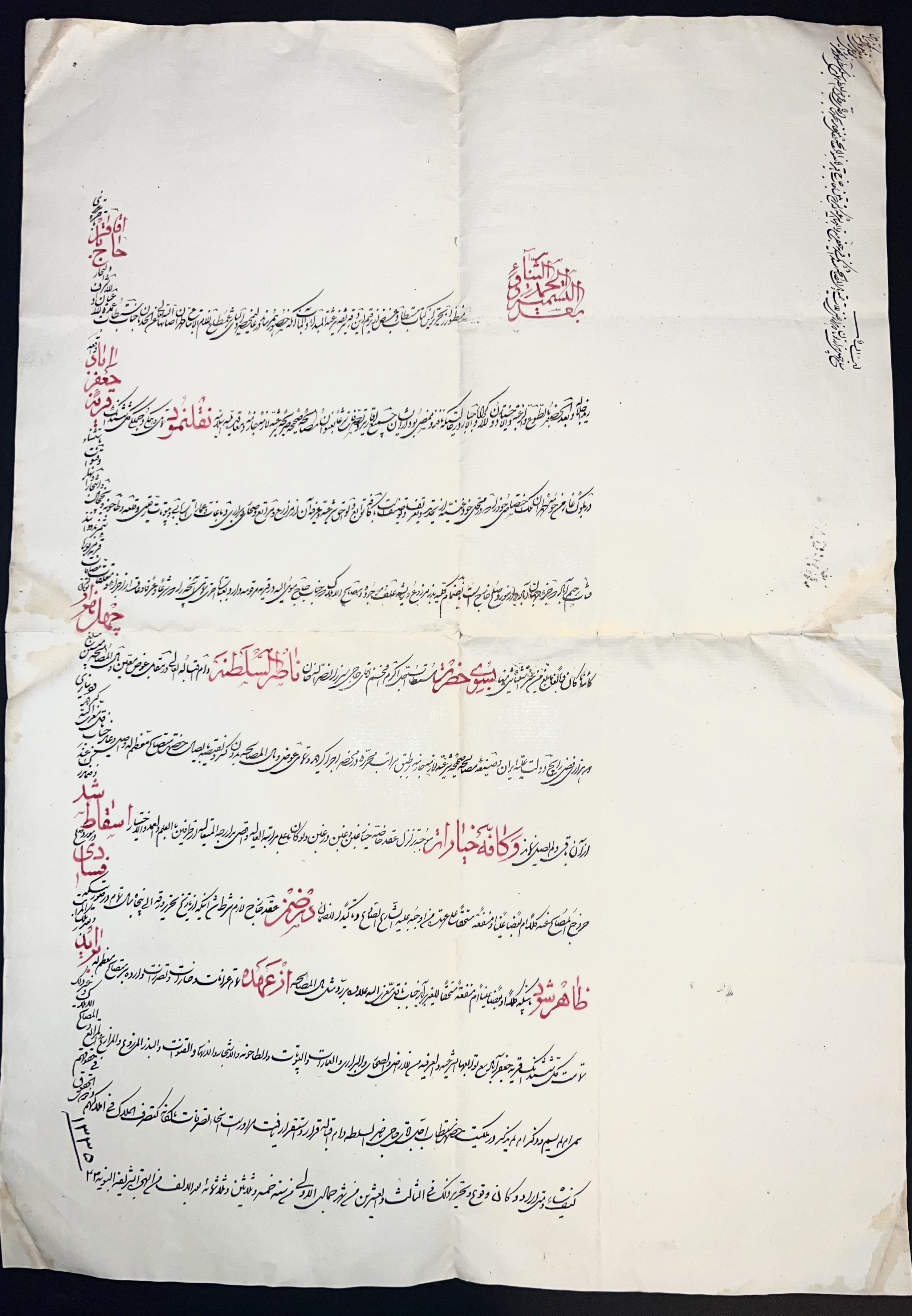

سند خرید قریه جعفرآباد توسط ناصرالسلطنه
- منبع:کتاب تاریخ شمیران(استاد پیرنیا)۱۳۰۸